# Abkommen zwischen der Bundesrepublik Deutschland und der Republik Österreich über Fürsorge und Jugendwohlfahrtspflege
Das Abkommen zwischen der Bundesrepublik Deutschland und der Republik Österreich über Fürsorge und Jugendwohlfahrtspflege vom 17. Januar 1966
gewährt Staatsangehörigen der einen Vertragspartei, die sich im Hoheitsgebiet der anderen Vertragspartei aufhalten, Fürsorge und Jugendwohlfahrtspflege in gleicher Weise, in gleichem Umfang und unter den gleichen Bedingungen wie den Staatsangehörigen des Aufenthaltsstaates. Das gilt auch für Flüchtlinge nach der Genfer Flüchtlingskonvention, die ein von der anderen Vertragspartei ausgestelltes gültiges Reisedokument besitzen.
Das Abkommen wurde am 17. Januar 1966 in Bonn vom Staatssekretär im Auswärtigen Amt Karl Carstens für Deutschland und vom österreichischen Botschafter in Deutschland Josef Schöner für Österreich unterzeichnet, nachdem Österreich sich dem Europäischen Fürsorgeabkommen im Jahr 1953 nicht angeschlossen hatte. Es trat in Deutschland am 10. Januar 1969 in Kraft, in Österreich am 1. Januar 1970.
Im Schlussprotokoll ist festgehalten, dass Vergünstigungen aus dem Abkommen Personen nicht zugutekommen sollen, die das Hoheitsgebiet der anderen Vertragspartei aufsuchen, um diese Vergünstigungen in Anspruch zu nehmen. Das ist der Fall, wenn der Zweck, Sozialhilfe zu erlangen, den Einreiseentschluss geprägt hat.
Eine zwischenstaatliche Kostenerstattung findet grundsätzlich nicht statt, Ausnahmen gelten bei Grenzgängern, die in einem Krankenhaus oder einem Altersheim jenseits der Grenze behandelt werden (Art. 10 des Abkommens). Die Vertragsparteien haben gegenseitige Amtshilfe zu leisten, etwa bei der grenzüberschreitenden Geltendmachung von Unterhaltsansprüchen.
Nachdem auch Österreich seit 1995 Mitglied der Europäischen Union ist und sowohl Deutsche als auch Österreicher in der EU Freizügigkeit genießen, geht das Recht der Europäischen Union auf die Gewährung von Sozialleistungen an Ausländer dem Abkommen vor. Die Gewährung von Sozialhilfe kann in Deutschland für Ausländer eingeschränkt werden, die nicht freizügigkeitsberechtigt sind (§ 23 Abs. 3 SGB XII).
Leistungen nach dem SGB II (Arbeitslosengeld II) steht österreichischen Staatsangehörigen ungeachtet des Ausschlussgrundes in § 7 Abs. 1 Satz 2 Nr. 2 SGB II auch dann zu, wenn sie allein zum Zweck der Arbeitssuche nach Deutschland eingereist sind. Denn das ALG II ist eine Fürsorgeleistung im Sinne des Abkommens, das gem. Art. 2 Abs. 1 eine Gleichbehandlung mit den deutschen Staatsangehörigen vorsieht.